# Model de color RYB

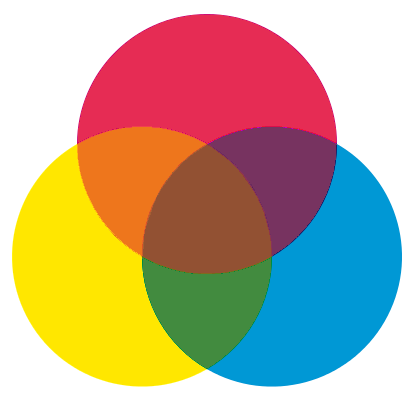
Barreja dels colors primaris del model RYB

El model de color RYB (Red, Yellow, Blue = vermell, groc, blau) és un model de síntesi sostractiva de color igual que el model CMYK. Ara com ara, sabem que aquest model no és correcte, però així i tot és un model que s'usa comunament en belles arts. En aquest model, el verd és una mescla de blau i el groc. El groc és el complementari del violeta i el taronja, el complementari del blau. Avui, els científics saben que el conjunt correcte és el model CMYK, que usa el cian en lloc del blau i magenta en lloc del vermell.

## Cercle cromàtic

Cercle cromàtic RYB estàndard

El model RYB també usa la tríada de colors en un cercle cromàtic estàndard. Els colors secundaris també formen una tríada. Les tríades es formen amb tres colors equidistants en una roda particular. Altres rodes de color usuals inclouen el model de color RGB i el CMYK.